# Potifar

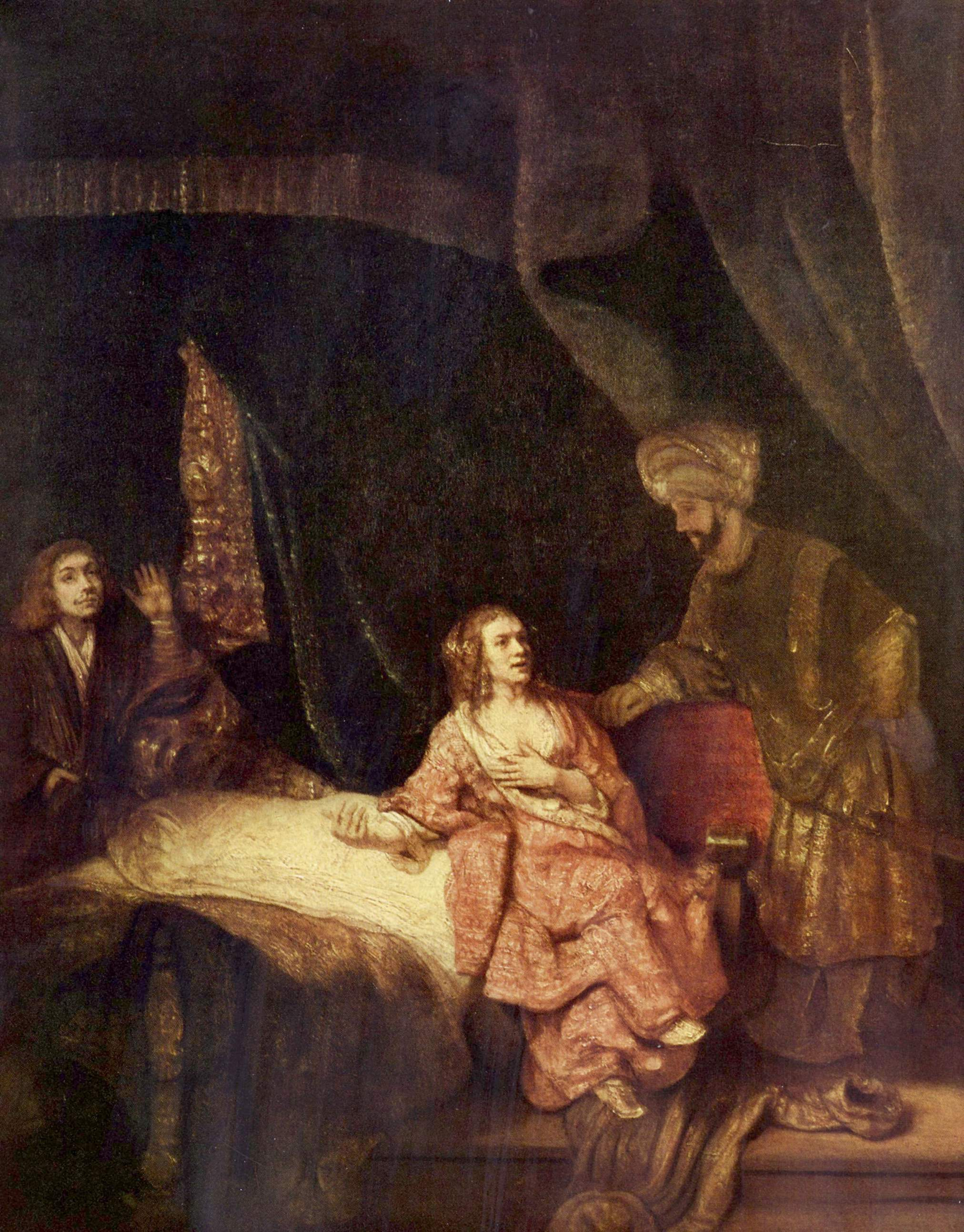
Potifar e sua esposa (Rembrandt).

Potifar (também grafado Putifar) era um oficial e comandante da guarda de faraó (Gênesis cap. 37:36), egípcio que comprou José, filho de Jacó, como escravo.

## Citação bíblica
Referido no livro de Gênesis, em seu capítulo 39, o copeiro de faraó assume importante papel para a consecução dos fatos que levaram José a ganhar relevância junto ao Faraó. É referido, diretamente, pela última vez no capítulo 41, versículo 10.

## Registros bíblicos
Tendo José sido vendido pelos próprios irmãos como escravo, foi adquirido pelo egípcio Potifar, comandante da guarda, e nalgumas versões ainda como "varão egípcio", ou ainda "oficial da corte" e "chefe da guarda pessoal do faraó".

### José em casa de Potifar
José logo ganhou a confiança de seu senhor, passando a ser responsável pelos negócios da casa deste, pois este o fazia prosperar - segundo a Bíblia, porque o Senhor (ou Javé) estava com ele. 
A tal ponto confiara Potifar no seu servo que nada mais sabia de suas coisas, a não ser "do próprio pão que comia". A este tempo, o jovem cativo crescia em formosura.

### A esposa de Potifar
Fato capital na vida de José foi o assédio que sofreu por parte da esposa do seu proprietário - cujo nome não é consignado nas Escrituras. A esposa do egípcio passou a seduzir o jovem hebreu, convidando-o a deitar-se com ela.
José recusa veementemente contra a traição proposta - diz-lhe que o senhor confiara tudo em sua casa, menos ela e um tal crime contra aquele e ainda a Deus. 
Continuou a mulher em suas tentativas até que, certo dia, em que nenhum dos homens da casa se encontravam lá, ela mais uma vez insistiu. José fugiu, mas ela lhe segurou a veste, que ficou em sua mão. A mulher então, gritando, fez vir a si os homens da casa e, apresentando a capa de José como prova, acusou-o de tentar levá-la para a cama.
Quando Potifar chegou em sua casa, repetiu-lhe a história engendrada e este se encheu de ira. José foi então enviado para a prisão do rei. Ali, tem José a oportunidade de interpretar os sonhos de dois outros prisioneiros o copeiro e o padeiro, o que lhe habilitou a, dois anos depois, sair do cárcere.
Diante do faraó, interpretou os dois sonhos do mesmo e ainda o aconselhou a como resolver esse problema da seca que o sonho profético revelou ao faraó. Sendo assim posto num cargo de governador do Egito o segundo após o faraó, depois de ser vendido como escravo, foi acusado de assédio e jogado num cárcere. Após 13 anos de sofrimento veio a exaltação que Deus tinha já preparado para José.
Potifar perde importância, e seu nome não é mais lembrado.

### Outras versões
Existem também outras versões que dizem que Potifar poderia ser Potífera, pai de Azenate a esposa de José, muitas versões contam esta história, até mesmo a religião judaica, possivelmente Potifar poderia ser um Sacerdote de Om de acordo Gênesis 41:45

## Cultura
- Potifar passou a ser, então, a figura símbolo do marido traído pela esposa, e a "mulher de potifar" representa a esposa adúltera, cheia de ardis.[6]